# Промышленная (Алтайский край)
Промышленная — упразднённая станция (тип населённого пункта) в Алтайском крае России. Входил в состав Новосиликатного сельсовета городского округа город Барнаул. Исключен из учётных данных в 1989 году.

## География
Располагалась в западной части современного города Барнаул, в промзоне, в месте пересечения улицы Трактовая железнодорожной линии.

## История
Решением Алтайского КИКа от 23 октября 1989 года № 344/1 населённый пункт, исключен из учётных данных.